# 遠藤ゆきえ
遠藤 ゆきえ（えんどう ゆきえ、1985年11月14日 - ）は、日本の女性モデル、レースクイーン。
宮城県仙台市出身。プリッツコーポレーション所属。愛称は「ゆっきー」。

## 来歴

東京モーターショー2009にて。写真左が村井彩、右が遠藤ゆきえ。

2009年の東京モーターショーでRAYBRIGブースのコンパニオンを務め、2010年には東京ガールズコレクションに出演するなど、以前より読者モデルやイベントコンパニオンを務めていたが、2011年のレースクイーンデビューを機に仙台から本格的に上京。当時25歳（満年齢）だったが、レースクイーン関連の記事を多数執筆している矢沢隆則は、「26歳（原文ママ）でレースクイーンデビューした遠藤ゆきえちゃん。スタートこそ遅かったものの、そこは大人の女の魅力で、他の新人とは違う層のファンを開拓して行きました。」と評している。
自身がモデルとなった初の撮影会は、2011年5月28日に行われた。当初は同年の3月20日に予定されていたが、東日本大震災の影響で延期されていたものである。
2013年、RAYBRIG（チーム国光）レースクイーンに選出。2014年も引き続きRAYBRIGレースクイーンを務める。

## 人物
- 身長165 cm（下記外部リンクでは164 cmとなっている）、血液型はAB型。家族は両親と姉、妹[10][11]。
- 自称「ペーパー（ペーパードライバー）」である[12]。
- 同じ事務所に所属し、2013年には一緒にRAYBRIGレースクイーンを務めた春那美希は、モデル仲間の中でも特に仲が良い1人で、互いに自宅を訪問するほどである[13][14]。

## 主な活動

### レースクイーン
※いずれもSUPER GT
- 2011年：KEIHIN Blue Beauties（相方は青葉ちえり[15]）
- 2013年：RAYBRIGレースクイーン（相方は春那美希[8]）
- 2014年：RAYBRIGレースクイーン（相方は石黒エレナ[9]）

### 東京オートサロンのコンパニオン
- 2009年～2011年、2013年：RAYBRIG（スタンレー電気）[16][17]
- 2012年：ブリヂストン[18]

### その他
- 2010年～2011年：アサヒフードアンドヘルスケア「ミンティアガールズ」宮城県代表[19]
歴代RAYBRIGレースクイーンでは、他に春那美希（大阪府代表）、佐野未来（新潟県代表）がいる。